# Цинку, Николае (литератор)
Николае Цинку или Цинк (рум. Nicolae Ţincu; 17 сентября 1846, Дробета-Турну-Северин — 27 августа 1927) — румынский литератор.
Служил чиновником, с 1897 года в Счётной палате Румынии. Сотрудничал с литературными журналами Revista Contimporană, Revista Literară, Revista nouă.
Автор многочисленных пьес, в том числе сатирических. Известна также историческая драма в пяти действиях «Княжна молдавская» (рум. Dómna Kiajna), написанная в соавторстве с Николае Рэдулеску-Нигером и поставленная в Национальном театре в сезоне 1891/1892 гг.. В 1875 году вместе с Петру Грэдиштяну учредил недолго просуществовавший журнал Cer cuvântul (с рум. — «Прошу слова»), посвящённый театру, музыке и юмору.
Публиковал также стихи и переводы. В 1891 году выпустил книгу «Монологи в стихах» (рум. Monologuri în versuri; второе, дополненное издание 1898), состоявшую из вольных переложений и фантазий на темы французской поэзии (Альфред де Мюссе, Поль Дерулед, Эжен Манюэль, Эрнест Грене-Данкур), в которых поэт-современник Траян Деметреску находил хороший вкус в отношении выбора образцов и эффективное владение художественными средствами. Переводил также с французского пьесы и стихи Адольфа Каркассона, Катреля, Жака Нормана, Эмиля Ожье, Эдуарда Пайерона, Жоржа де Порто-Риша, Луи Ратисбона, Жана Ришпена, Арсена Уссе, Фернана Шезеля, с итальянского — Анджело де Губернатиса и других.